# 白川町立大山小学校
白川町立大山小学校 （しらかわちょうりつ　おおやましょうがっこう）は、かつて岐阜県加茂郡白川町に存在した公立小学校。

## 概要
- 白山、河岐、河東などが校区であった。1984年に坂ノ東小学校と統合。白川北小学校の新設により廃校。
- 校舎（1934年完成）は現存し、白川北地区公民館、見知食作館、濃飛建設職業能力開発学校として使用されている。

## 沿革
- 1873年（明治6年） - 
  - 文安義校が開校。野原村、葛牧村[注釈 1]田島村、油井村、宇津尾村[注釈 2]の児童が通学する。
- 1875年（明治8年） - 文安義校が文安学校に改称する。
- 1880年（明治13年） - 
  - 文安学校から白山学校が分離独立する。白山村の児童が通学する。
  - 文安学校の田島村の児童は武儀郡金山村へ委託となる。
- 1886年（明治19年） - 文安学校と白山学校が合併し、白山簡易科小学校となる。
- 1887年（明治20年） - 白山簡易科小学校から河東簡易科小学校が分立する。
- 1892年（明治25年） - 白山簡易科小学校が白山尋常小学校に改称する。
- 1889年（明治22年） - 和泉村、水戸野村、広野村、白山村、河東村、河岐村、中川村が合併し、西白川村が発足。
- 1907年（明治40年） - 和泉尋常高等小学校、中川簡易科小学校、白山尋常小学校、河東簡易科小学校が合併し、西白川尋常小学校となる。中川に第一分教場、白山に第二分教場、河東に第三分教場を設置する。
- 1910年（明治43年） - 第二分教場、第三分教場が統合され、大山尋常小学校として分離独立する。
- 1912年（明治45年） - 田島地区の金山町への委託を解除。田島分教場を設置。
- 1921年（大正10年） - 大山尋常高等小学校に改称する。
- 1934年（昭和9年） - 校舎（木造2階建）を新築。
- 1941年（昭和16年）4月1日 - 大山国民学校に改称する。
- 1947年（昭和22年）4月1日 - 西白川村立大山小学校に改称する。大山中学校を併設。
- 1953年（昭和28年）4月1日 - 西白川村が町制を施行、白川町となる。同時に白川町立大山小学校に改称する。
- 1955年（昭和30年） - 
  - 白川町の一部（白山のうち田島地区）が益田郡金山町に編入される。同時に田島分校は金山町立下原小学校へ統合され、廃止。
  - 葛牧地区が大山小学校校区から坂ノ東小学校校区へ編入される。
- 1962年（昭和37年）3月 - 大山中学校が廃校。大山小学校は単独校となる。
- 1984年（昭和59年）3月31日 - 統合により廃校。